# Championnats Banque Nationale de Granby 2022
Championnats Banque Nationale de Granby 2022 là một giải quần vợt chuyên nghiệp thi đấu trên mặt sân cứng ngoài trời. Đây là lần thứ 21 (nam) và lần thứ 10 (nữ) giải đấu được tổ chức, và là một phần của ATP Challenger Tour 2022 và WTA 250 trong WTA Tour 2022. Giải đấu diễn ra ở Granby, Quebec, Canada từ ngày 21 đến ngày 28 tháng 8 năm 2022. Đây là lần đầu tiên giải đấu được nâng lên thành một giải WTA Tour từ một giải ITF Women's World Tennis Tour.

## Nội dung đơn ATP

### Hạt giống
| Quốc gia | Tay vợt             | Xếp hạng1 | Hạt giống |
| -------- | ------------------- | --------- | --------- |
| FRA      | Arthur Rinderknech  | 64        | 1         |
| CZE      | Jiří Veselý         | 67        | 2         |
| AUS      | Jordan Thompson     | 106       | 3         |
| USA      | Stefan Kozlov       | 113       | 4         |
| FRA      | Ugo Humbert         | 155       | 5         |
| CHN      | Shang Juncheng      | 245       | 6         |
| GER      | Cedrik-Marcel Stebe | 250       | 7         |
| DOM      | Nick Hardt          | 268       | 8         |
| JPN      | Hiroki Moriya       | 286       | 9         |
| COL      | Nicolás Mejía       | 289       | 10        |

- 1 Bảng xếp hạng vào ngày 15 tháng 8 năm 2022.

### Vận động viên khác
Đặc cách:
- Juan Carlos Aguilar
- Gabriel Diallo
- Marko Stakusic

Thay thế:
- Sekou Bangoura
- Strong Kirchheimer

Vượt qua vòng loại:
- Alafia Ayeni
- Justin Boulais
- Colin Markes
- Dan Martin
- Aidan Mayo
- Luke Saville

Thua cuộc may mắn:
- Osgar O'Hoisin

## Nội dung đơn WTA

### Hạt giống
| Quốc gia | Tay vợt             | Xếp hạng1 | Hạt giống |
| -------- | ------------------- | --------- | --------- |
|          | Daria Kasatkina     | 10        | 1         |
| BEL      | Alison Van Uytvanck | 42        | 2         |
| ITA      | Jasmine Paolini     | 52        | 3         |
| HUN      | Anna Bondár         | 55        | 4         |
| ESP      | Nuria Párrizas Díaz | 62        | 5         |
| ITA      | Lucia Bronzetti     | 66        | 6         |
| SLO      | Kaja Juvan          | 67        | 7         |
| CZE      | Tereza Martincová   | 71        | 8         |
| AUS      | Daria Saville       | 72        | 9         |
| UKR      | Marta Kostyuk       | 74        | 10        |

- 1 Bảng xếp hạng vào ngày 15 tháng 8 năm 2022.

### Vận động viên khác
Đặc cách:
- Daria Kasatkina
- Victoria Mboko
- Katherine Sebov

Thay thế:
- Jamie Loeb

Vượt qua vòng loại:
- Cadence Brace
- Kayla Cross
- Marina Stakusic
- Lulu Sun

Thua cuộc may mắn:
- Himeno Sakatsume

### Rút lui
Trước giải đấu
- Lucia Bronzetti → thay thế bởi  Himeno Sakatsume
- Dalma Gálfi → thay thế bởi  Greet Minnen
- Beatriz Haddad Maia → thay thế bởi  Rebecca Marino
- Ana Konjuh → thay thế bởi  Maryna Zanevska
- Arantxa Rus → thay thế bởi  Jaimee Fourlis
- Alison Van Uytvanck → thay thế bởi  Jamie Loeb

## Nội dung đôi WTA

### Hạt giống
| Quốc gia | Tay vợt          | Quốc gia | Tay vợt           | Xếp hạng1 | Hạt giống |
| -------- | ---------------- | -------- | ----------------- | --------- | --------- |
| POL      | Alicja Rosolska  | NZL      | Erin Routliffe    | 69        | 1         |
| ROU      | Monica Niculescu | ROU      | Raluca Olaru      | 99        | 2         |
| HUN      | Anna Bondár      | BEL      | Greet Minnen      | 105       | 3         |
| UKR      | Nadiia Kichenok  | SVK      | Tereza Mihalíková | 133       | 4         |

- Bảng xếp hạng vào ngày 15 tháng 8 năm 2022.

### Vận động viên khác
Đặc cách:
- Cadence Brace /  Marina Stakusic
- Kayla Cross /  Victoria Mboko

### Rút lui
Trước giải đấu
- Ulrikke Eikeri /  Catherine Harrison → thay thế bởi  Ulrikke Eikeri /  Danka Kovinić
- Storm Sanders /  Ena Shibahara → thay thế bởi  Daria Saville /  Ena Shibahara
- Panna Udvardy /  Tamara Zidanšek → thay thế bởi  Tímea Babos /  Angela Kulikov
- Rosalie van der Hoek /  Alison Van Uytvanck → thay thế bởi  Paula Kania-Choduń /  Renata Voráčová

## Nhà vô địch

### Đơn nam
- Gabriel Diallo đánh bại  Shang Juncheng 7–5, 7–6(7–5).

### Đơn nữ
- Daria Kasatkina đánh bại  Daria Saville, 6–4, 6–4.

### Đôi nam
- Julian Cash /  Henry Patten đánh bại  Jonathan Eysseric /  Artem Sitak, 6–3, 6–2.

### Đôi nữ
- Alicia Barnett /  Olivia Nicholls đánh bại  Harriet Dart /  Rosalie van der Hoek, 5–7, 6–3, [10–1]